# Escalas de Inteligência Stanford-Binet
As Escalas de Inteligência Stanford-Binet (ou mais comumente a Stanford-Binet) é um teste de inteligência administrado individualmente que foi revisado a partir da Escala Binet-Simon original por Alfred Binet e Theodore Simon. A Stanford-Binet Intelligence Scale está agora em sua quinta edição (SB5), lançada em 2003. É um teste de habilidade cognitiva e inteligência usado para diagnosticar deficiências de desenvolvimento ou intelectuais em crianças pequenas. O teste mede cinco fatores ponderados e consiste em subtestes verbais e não verbais. Os cinco fatores que estão sendo testados são conhecimento, raciocínio quantitativo, processamento visual-espacial, memória de trabalho e raciocínio fluido.
O desenvolvimento do Stanford-Binet iniciou o campo moderno de testes de inteligência e foi um dos primeiros exemplos de teste adaptativo. O teste teve origem na França, depois foi revisado nos Estados Unidos. Foi criado inicialmente pelo psicólogo francês Alfred Binet, que, após a introdução de uma lei obrigando a educação universal pelo governo francês, começou a desenvolver um método de identificação de crianças "lentas", para que pudessem ser colocadas em programas de educação especial, em vez de de rotulados doentes e encaminhados para o asilo. Como Binet indicou, estudos de caso pode ser mais detalhado e útil, mas o tempo necessário para testar muitas pessoas seria excessivo. Em 1916, na Universidade de Stanford, o psicólogo Lewis Terman divulgou um exame revisado que ficou conhecido como teste de Stanford-Binet.

## Desenvolvimento
Conforme discutido por Fancher e Rutherford em 2012, a Stanford-Binet é uma versão modificada da escala Binet-Simon Intelligence. A escala Binet-Simon foi criada pelo psicólogo francês Alfred Binet e seu aluno Theodore Simon. Devido à mudança das leis educacionais da época, Binet havia sido solicitado por uma comissão do governo para encontrar uma maneira de detectar crianças que estavam ficando para trás no desenvolvimento e precisando de ajuda. Binet acreditava que a inteligência é maleável e que os testes de inteligência ajudariam a atingir crianças que precisam de atenção extra para avançar sua inteligência.

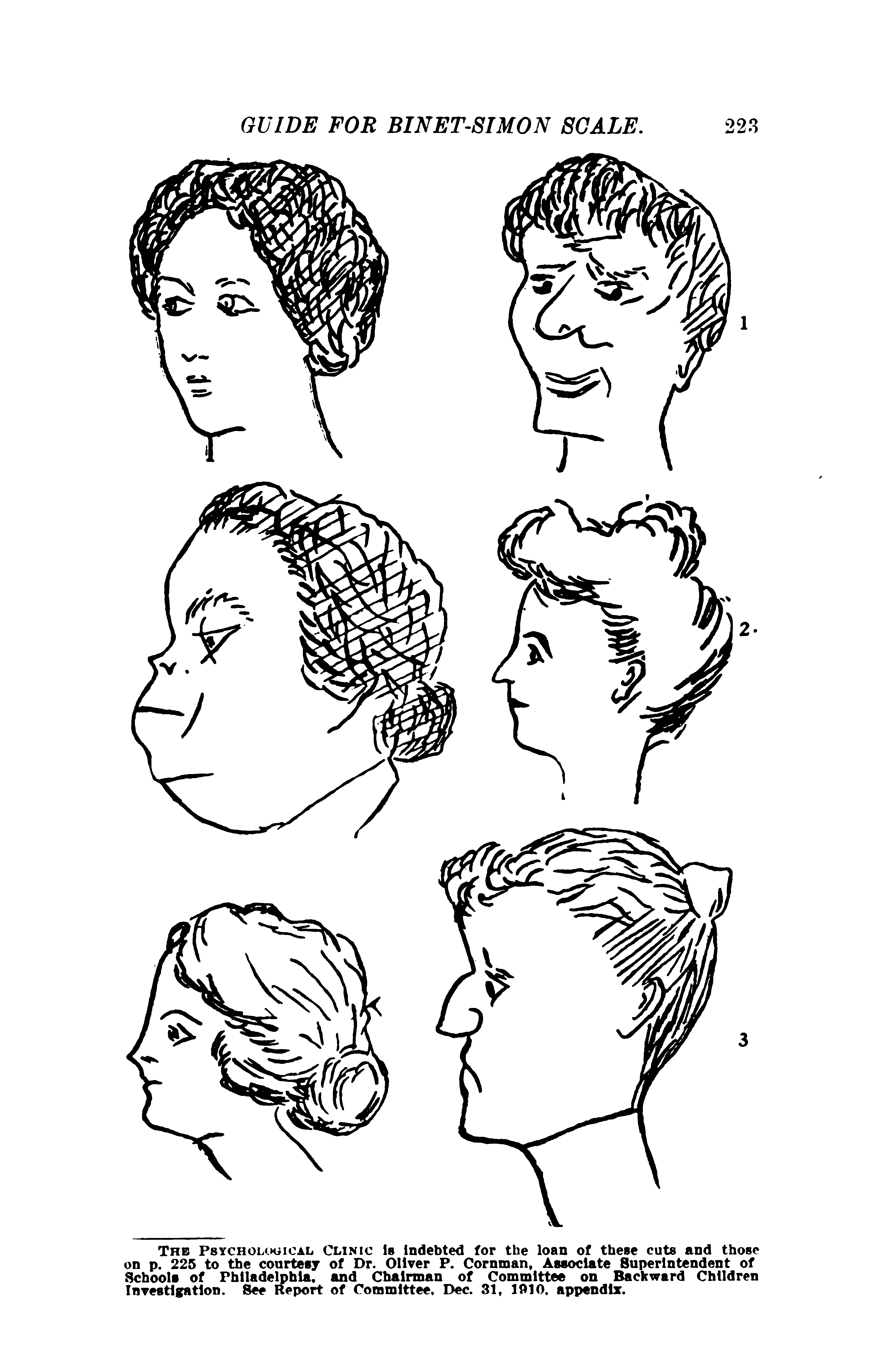
Reprodução de um item da escala de inteligência Binet-Simon de 1908, que mostra três pares de figuras, e pergunta à criança testada: "Qual dessas duas faces é a mais bonita?" Reproduzido do artigo "A Practical Guide for Administering the Binet-Simon Scale for Measuring Intelligence" de J. W. Wallace Wallin na edição de dezembro de 1911 da revista The Psychological Clinic (volume 5 número 7), domínio público

Para criar seu teste, Binet e Simon primeiro criaram uma linha de base de inteligência. Uma ampla gama de crianças foi testada em um amplo espectro de medidas em um esforço para descobrir um indicador claro de inteligência. Não conseguindo encontrar um único identificador de inteligência, Binet e Simon compararam as crianças em cada categoria por idade. Os níveis mais altos de desempenho das crianças foram ordenados por idade e os níveis comuns de realização foram considerados o nível normal para essa idade. Como esse método de teste apenas compara a capacidade de uma pessoa com o nível de habilidade comum de outras pessoas de sua idade, as práticas gerais do teste podem ser facilmente transferidas para testar diferentes populações, mesmo que as medidas usadas sejam alteradas.
Um dos primeiros testes de inteligência, o teste Binet-Simon rapidamente ganhou apoio na comunidade psicológica, muitos dos quais o espalharam ainda mais para o público. Lewis M. Terman, psicólogo da Universidade de Stanford, foi um dos primeiros a criar uma versão do teste para pessoas nos Estados Unidos, nomeando a versão localizada de Stanford-Binet Intelligence Scale. Terman usou o teste não apenas para ajudar a identificar crianças com dificuldades de aprendizagem, mas também para encontrar crianças e adultos que tinham níveis de inteligência acima da média. Ao criar sua versão, Terman também testou métodos adicionais para sua revisão em Stanford, publicando sua primeira versão oficial como The Measurement of Intelligence: An Explanation of and a Complete Guide for the Use of the Stanford Revision and Extension of the Binet-Simon Intelligence Scale (Fancher & Rutherford, 2012) (Becker, 2003).
Os testes originais na forma de 1905 incluem:
1. "Le Regard"
2. Preensão provocada por estímulo tátil
3. Preensão provocada por uma percepção visual
4. Reconhecimento de Alimentos
5. Busca de comida complicada por uma leve dificuldade mecânica
6. Execução de comandos simples e imitação de gestos simples
7. Conhecimento Verbal de Objetos
8. Conhecimento verbal de figuras
9. Nomeação de objetos designados
10. Comparação imediata de duas linhas de comprimentos desiguais
11. Repetição de Três Figuras
12. Comparação de dois pesos
13. Sugestionabilidade
14. Definição verbal de objetos conhecidos
15. Repetição de frases de quinze palavras
16. Comparação de objetos conhecidos da memória
17. Exercício da memória sobre as imagens
18. Desenhando um design a partir da memória
19. Repetição imediata de figuras
20. Semelhanças de vários objetos conhecidos dados da memória
21. Comparação de comprimentos
22. Cinco pesos a serem colocados em ordem
23. Diferença de pesos
24. Exercício sobre rimas
25. Lacunas verbais a serem preenchidas
26. Síntese de três palavras em uma frase
27. Responder a uma pergunta abstrata
28. Reversão dos ponteiros de um relógio
29. Corte de Papel
30. Definições de Termos Abstratos

### Uso histórico
Um obstáculo para a compreensão generalizada do teste é o uso de uma variedade de medidas diferentes. Em um esforço para simplificar as informações obtidas com o teste de Binet-Simon para uma forma mais compreensível e fácil de entender, o psicólogo alemão William Stern criou o conhecido Quociente de Inteligência (QI). Ao comparar a idade mental em que uma criança pontuou com sua idade biológica, uma razão é criada para mostrar a taxa de seu progresso mental como QI. Terman rapidamente entendeu a ideia de sua revisão de Stanford com o ajuste de multiplicar as proporções por 100 para torná-las mais fáceis de ler.
Como também discutido por Leslie, em 2000, Terman foi outra das principais forças na disseminação dos testes de inteligência nos Estados Unidos (Becker, 2003). Terman rapidamente promoveu o uso do Stanford-Binet para escolas em todo os Estados Unidos, onde viu uma alta taxa de aceitação. O trabalho de Terman também teve a atenção do governo dos EUA, que o recrutou para aplicar as ideias de seu teste Stanford-Binet para recrutamento militar perto do início da Primeira Guerra Mundial. Com mais de 1,7 milhão de recrutas militares fazendo uma versão do teste e a aceitação do teste pelo governo, a Stanford-Binet viu um aumento na conscientização e aceitação (Fancher & Rutherford, 2012).
Dada a importância percebida da inteligência e com novas maneiras de medir a inteligência, muitos indivíduos influentes, incluindo Terman, começaram a promover ideias controversas para aumentar a inteligência geral da nação. Essas ideias incluíam coisas como desencorajar indivíduos com baixo QI de ter filhos e conceder posições importantes com base em altos escores de QI. Embora houvesse uma oposição significativa, muitas instituições procederam a ajustar a educação dos alunos com base em suas pontuações de QI, muitas vezes com uma forte influência nas possibilidades futuras de carreira (Leslie, 2000).

## Revisões da Stanford-Binet Intelligence Scale
Desde a primeira publicação em 1916, houve quatro edições revisadas adicionais das Stanford-Binet Intelligence Scales, a primeira das quais foi desenvolvida por Lewis Terman. Mais de vinte anos depois, Maud Merrill foi aceita no programa de educação de Stanford pouco antes de Terman se tornar o chefe do departamento de psicologia. Ela completou seu mestrado e doutorado com Terman e rapidamente se tornou uma colega dele quando começaram as revisões da segunda edição juntos. Foram 3.200 examinandos, com idades entre um ano e meio e dezoito anos, distribuídos em diferentes regiões geográficas e níveis socioeconômicos, na tentativa de compor uma amostra normativa mais ampla (Roid & Barram, 2004). Esta edição incorporou métodos de pontuação mais objetivados, dando menos ênfase à memória de evocação e incluindo uma maior gama de habilidades não verbais (Roid & Barram, 2004) em comparação com a edição de 1916.
Quando Terman morreu em 1956, as revisões para a terceira edição estavam bem encaminhadas, e Merrill foi capaz de publicar a revisão final em 1960 (Roid & Barram, 2004). O uso do QI de desvio fez sua primeira aparição na terceira edição, porém o uso da escala de idade mental e do QI de razão não foram eliminados. Terman e Merrill tentaram calcular QIs com um desvio padrão uniforme, mantendo o uso da escala de idade mental incluindo uma fórmula no manual para converter os QIs de razão com médias variando entre faixas etárias e desvios-padrão não uniformes para QIs com média de 100 e desvio padrão uniforme de 16. No entanto, mais tarde foi demonstrado que escores muito altos ocorriam com frequência muito maior do que o que seria previsto pela curva normal com um desvio padrão de 16, e os escores na faixa superdotada eram muito mais altos do que aqueles obtidos por essencialmente todos os outros testes principais, de modo que considerou-se que o QI da razão modificado para ter uma média e desvio padrão uniformes, referidos como "QIs de desvio" no manual da terceira edição do Stanford-Binet (Terman & Merrill, 1960), não puderam ser diretamente comparados aos escores em testes de QI de desvio "verdadeiro", como as Escalas Wechsler de Inteligência, e as versões posteriores do Stanford-Binet, pois esses testes comparam o desempenho dos examinandos com sua própria faixa etária em uma distribuição normal (Ruf, 2003). Embora novos recursos tenham sido adicionados, não havia itens recém-criados incluídos nesta revisão. Em vez disso, quaisquer itens da forma de 1937 que não mostrassem nenhuma mudança substancial na dificuldade das décadas de 1930 para 1950 foram eliminados ou ajustados (Roid & Barram, 2004).
Robert Thorndike foi convidado a assumir após a aposentadoria de Merrill. Com a ajuda de Elizabeth Hagen e Jerome Sattler, Thorndike produziu a quarta edição da Stanford-Binet Intelligence Scale em 1986. Esta edição abrange as idades de dois a vinte e três anos e tem algumas mudanças consideráveis em comparação com seus antecessores (Graham & Naglieri, 2003). Esta edição foi a primeira a utilizar os quinze subtestes com escalas de pontos em vez do formato de escala etária anterior. Na tentativa de ampliar a capacidade cognitiva, os subtestes foram agrupados e resultaram em quatro escores de área, o que melhorou a flexibilidade para administração e interpretação (Youngstrom, Glutting, & Watkins, 2003). A quarta edição é conhecida por avaliar crianças que podem ser encaminhadas para programas de superdotação. Esta edição inclui uma ampla gama de habilidades, o que fornece itens mais desafiadores para aqueles em seus primeiros anos de adolescência, enquanto outros testes de inteligência da época não forneceram itens difíceis o suficiente para as crianças mais velhas (Laurent, Swerdlik, & Ryburn, 1992).
Gale Roid publicou a edição mais recente da Stanford-Binet Intelligence Scale. Roid frequentou a Universidade de Harvard, onde foi assistente de pesquisa de David McClelland. McClelland é bem conhecido por seus estudos sobre a necessidade de realização. Embora a quinta edição incorpore algumas das tradições clássicas dessas escalas, houve várias mudanças significativas feitas.

### Linha do tempo
- Abril de 1905: Desenvolvimento do Teste Binet-Simon anunciado em uma conferência em Roma
- Junho de 1905: Binet-Simon Intelligence Test introduzido
- 1908 e 1911: Novas versões do teste de inteligência Binet-Simon
- 1916: Stanford-Binet Primeira Edição por Terman
- 1937: Segunda Edição por Terman e Merrill
- 1960: Terceira Edição por Merrill (forma L-M)
- 1973: Terceira Edição por Merrill (1937 normas foram re-normadas)
- 1986: Quarta Edição por Thorndike, Hagen e Sattler
- 2003: Quinta Edição por Roid

## Stanford–Binet Intelligence Scale: Quinta Edição
Assim como foi usado quando Binet desenvolveu pela primeira vez o teste de QI, a Stanford-Binet Intelligence Scale: Fifth Edition (SB5) é baseada no processo de escolarização para avaliar a inteligência. Ele avalia de forma contínua e eficiente todos os níveis de habilidade em indivíduos com uma faixa etária mais ampla. Também é capaz de medir múltiplas dimensões de habilidades (Ruf, 2003).
O SB5 pode ser administrado a indivíduos a partir dos dois anos de idade. Há dez subconjuntos incluídos nesta revisão, incluindo os domínios verbal e não verbal. Cinco fatores também são incorporados nessa escala, os quais estão diretamente relacionados ao modelo hierárquico de habilidades cognitivas de Cattell-Horn-Carroll (CHC). Esses fatores incluem raciocínio fluido, conhecimento, raciocínio quantitativo, processamento visuo-espacial e memória de trabalho (Bain & Allin, 2005). Muitos dos conhecidos absurdos de imagem, vocabulário, memória para frases e absurdos verbais ainda permanecem das edições anteriores (Janzen, Obrzut, & Marusiak, 2003), porém com obras de arte mais modernas e conteúdo de itens para a quinta edição revisada.
Para cada subteste verbal utilizado, há uma contrapartida não verbal em todos os fatores. Essas tarefas não verbais consistem em fazer respostas de movimento como apontar ou montar manipuladores (Bain & Allin, 2005). Essas contrapartes foram incluídas para abordar avaliações com redução de linguagem em sociedades multiculturais. Dependendo da idade e capacidade, a administração pode variar de quinze minutos a uma hora e quinze minutos.
A quinta edição incorporou um novo sistema de pontuação, que pode fornecer uma ampla gama de informações, como quatro compósitos de pontuação de inteligência, cinco índices fatoriais e dez pontuações de subteste. Informações adicionais sobre pontuação incluem classificações de percentis, equivalentes de idade e um escore sensível à mudança (Janzen, Obrzut, & Marusiak, 2003). Escores estendidos de QI e escores compostos superdotados estão disponíveis com o SB5 a fim de otimizar a avaliação para programas de superdotação (Ruf, 2003). Para reduzir erros e aumentar a precisão diagnóstica, os escores são obtidos eletronicamente por meio do uso de computadores.
A amostra padronizada para o SB5 incluiu 4.800 participantes variando em idade, sexo, raça/etnia, região geográfica e nível socioeconômico (Bain & Allin, 2005).

### Confiabilidade
Vários testes de confiabilidade foram realizados no SB5, incluindo confiabilidade split-half, erro padrão da medida, plotagem das curvas de informação do teste, estabilidade teste-reteste e concordância inter-scorer. Em média, os escores de QI para essa escala têm se mostrado bastante estáveis ao longo do tempo (Janzen, Obrzut, & Marusiak, 2003). A consistência interna foi testada pela confiabilidade split-half e foi relatada como substancial e comparável a outras baterias cognitivas (Bain & Allin, 2005). A mediana da correlação interpontuadores foi de 0,90 em média (Janzen, Obrzut, & Marusiak, 2003). O SB5 também foi encontrado para ter grande precisão em níveis avançados de desempenho, o que significa que o teste é especialmente útil para testar crianças para superdotação (Bain & Allin, 2005). Houve apenas uma pequena quantidade de efeitos práticos e familiaridade dos procedimentos de teste com confiabilidade de reteste; no entanto, estes têm se mostrado insignificantes. A readministração do SB5 pode ocorrer em um intervalo de seis meses, em vez de um ano, devido às pequenas diferenças médias na confiabilidade (Bain & Allin, 2005).

### Validade
A validade de conteúdo foi encontrada com base nos julgamentos profissionais que Roid recebeu sobre a justiça dos itens e do conteúdo dos itens, bem como itens relativos à avaliação da superdotação (Bain & Allin, 2005). Com o exame das tendências etárias, a validade de construto foi apoiada juntamente com a justificativa empírica de uma carga g mais substancial para o SB5 em comparação com as edições anteriores. O potencial para uma variedade de comparações, especialmente para dentro ou entre fatores e domínios verbais/não verbais, tem sido apreciado com os escores recebidos do SB5 (Bain & Allin, 2005).

### Classificação da pontuação
Ver artigo principal: Classificação do QI
O editor do teste inclui classificações de pontuação sugeridas no manual do teste.
| Faixa de QI ("desvio de QI") | Classificação de QI                   |
| ---------------------------- | ------------------------------------- |
| 145–160                      | Muito dotado ou altamente avançado    |
| 130–144                      | Superdotado ou muito avançado         |
| 120–129                      | Superior                              |
| 110–119                      | Média alta                            |
| 90–109                       | Média                                 |
| 80–89                        | Média baixa                           |
| 70–79                        | Borderline prejudicado ou atrasado    |
| 55–69                        | Levemente prejudicado ou atrasado     |
| 40–54                        | Moderadamente prejudicado ou atrasado |

As classificações dos escores utilizadas na Quinta Edição diferem daquelas utilizadas nas versões anteriores do teste.

## Subtestes e fatores
| Raciocínio fluido                           | Conhecimento                         | Raciocínio quantitativo                         | Processamento visuo-espacial                               | Memória de trabalho            |
| ------------------------------------------- | ------------------------------------ | ----------------------------------------------- | ---------------------------------------------------------- | ------------------------------ |
| Raciocínio inicial                          | Vocabulário                          | Raciocínio quantitativo não verbal (não verbal) | Quadro de formulários e padrões de formulário (não verbal) | Resposta tardia (não verbal)   |
| Absurdos verbais                            | Conhecimento processual (não verbal) | Raciocínio quantitativo verbal                  | Posição e direção                                          | Extensão de bloco (não verbal) |
| Analogias verbais                           | Imaginar absurdos (não verbais)      |                                                 |                                                            | Memória para frases            |
| Matrizes de séries de objetos (não verbais) |                                      |                                                 |                                                            | Última palavra                 |

Fonte:

## Uso recente
Desde a sua criação, o Stanford-Binet foi revisto várias vezes. O teste está em sua quinta edição, chamado Stanford-Binet Intelligence Scales, Quinta Edição, ou SB5. De acordo com o site da editora, "O SB5 foi normatizado em uma amostra aleatória estratificada de 4 800 indivíduos que corresponde ao Censo dos EUA de 2000". Ao aplicar o teste de Stanford-Binet a um grande número de indivíduos selecionados aleatoriamente de diferentes partes dos Estados Unidos, verificou-se que os escores se aproximam de uma distribuição normal. A edição revisada do Stanford-Binet ao longo do tempo promoveu mudanças substanciais na forma como os testes são apresentados. O teste melhorou quando se olha para a introdução de uma forma mais paralela e normas mais demonstrativas. Por um lado, um componente não-verbal de QI é incluído nos testes, enquanto no passado, havia apenas um componente verbal. Evoluiu para ter conteúdo verbal e não verbal igualmente equilibrado. Também é mais animado do que os outros testes, proporcionando aos participantes obras de arte mais coloridas, brinquedos e manipuladores. Isso permite que o teste tenha uma faixa maior na idade dos candidatos. Este teste é supostamente útil para avaliar as capacidades intelectuais de pessoas que vão desde crianças pequenas até adultos jovens. No entanto, o teste tem sido alvo de críticas por não ser capaz de comparar pessoas de diferentes categorias etárias, já que cada categoria recebe um conjunto diferente de testes. Além disso, crianças muito pequenas tendem a se sair mal no teste porque não têm a capacidade de se concentrar por tempo suficiente para terminá-lo.

Os usos para o teste incluem avaliação clínica e neuropsicológica, colocação educacional, avaliações de remuneração, avaliação de carreira, tratamento neuropsicológico adulto, forense e pesquisa sobre aptidão. Várias sociedades de alto QI também aceitam este teste para admissão em suas fileiras; por exemplo, a Triple Nine Society aceita uma pontuação mínima de qualificação de 151 para o Formulário L ou M, 149 para o Formulário L-M se tomado em 1986 ou antes, 149 para SB-IV e 146 para SB-V; Em todos os casos, o candidato deve ter pelo menos 16 anos de idade na data da prova. A Intertel aceita uma pontuação de 135 no SB5 e 137 no Form L-M.